# R. J. Corman Railroad Group

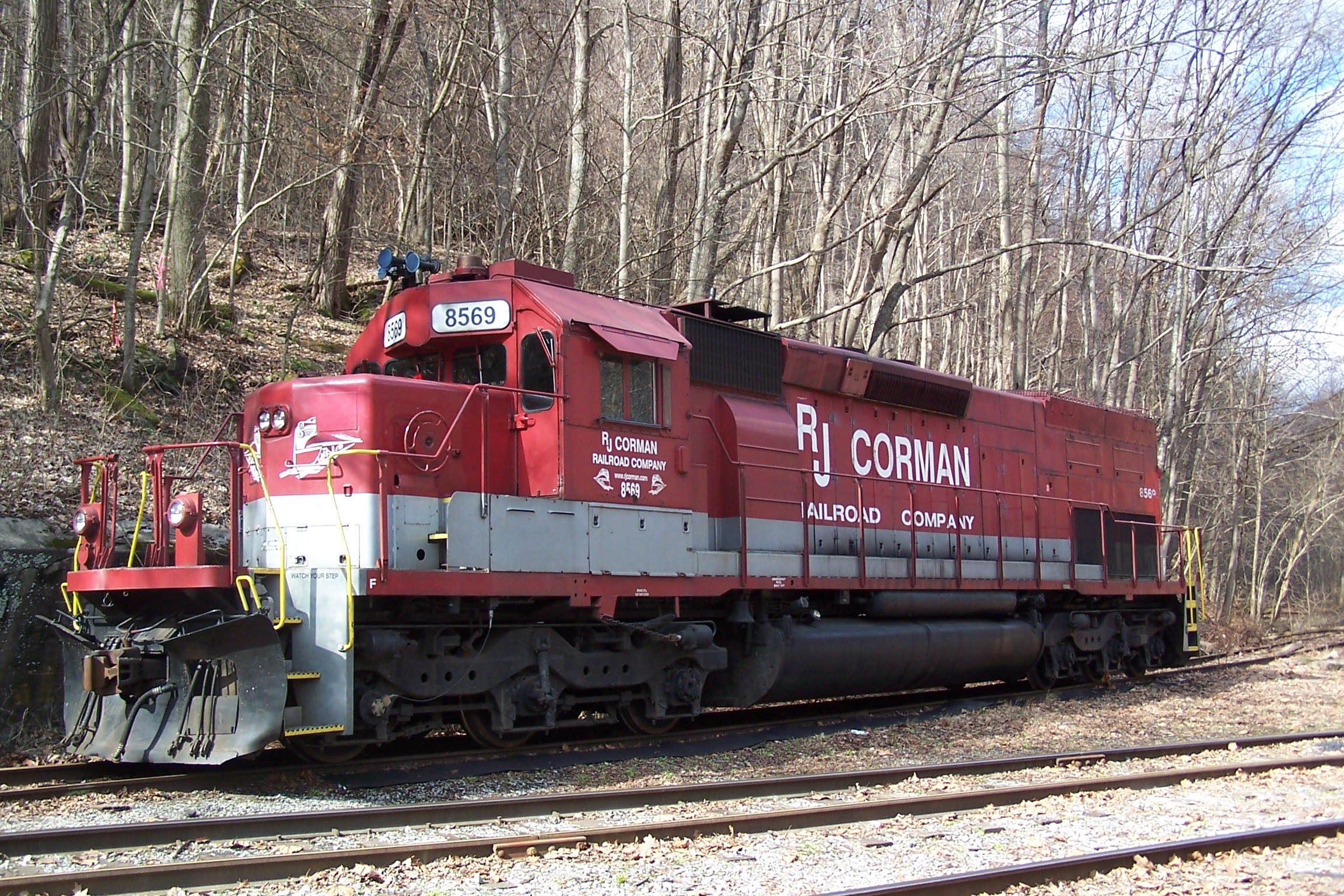
EMD SD40T-2 auf der West Virginia Line

Die R. J. Corman Railroad Group ist eine Unternehmensgruppe mit Firmen zur Unterhaltung, Reparatur und zum Betrieb von Bahnstrecken. Das Unternehmen mit Sitz in Nicholasville (Kentucky) wurde 1973 von Richard J. Corman gegründet.

## Geschichte
Nach dem Abschluss der High School 1973 begann Richard Jay Corman (geboren am 22. Juli 1955; gestorben am 23. August 2013) mit einem Kipper-LKW und einem Baggerlader Dienstleistungen bei der Unterhaltung von Bahnstrecken anzubieten. Die Farbe des Baggers war rot und silber, was fortan die Farben des Unternehmens wurden. 1975 erwarb Corman seinen ersten Hubschrauber. Ab 1978 begann er regelmäßig für die Louisville and Nashville Railroad (L&N) zu arbeiten. Zunächst spezialisierte er sich auf die Reparatur von Kreuzungen. Auf Grund seiner Leistungen wurde er auch von den Nachfolge-Unternehmen der L&N, dem Seaboard System und der CSX weiter unter Vertrag genommen. Die von ihm gezeigte Qualität und der günstige Preis führten dazu, dass auch andere Bahngesellschaften dazu übergingen, das Drittunternehmen mit der Gleisunterhaltung zu beauftragen.
Gleichzeitig begann er seine Dienstleistungen auch außerhalb von Kentucky anzubieten. Insbesondere bei der Beseitigung von Unfallschäden war seine schnelle Einsatzbereitschaft gefragt. Aus dieser Dienstleistung entwickelten sich ab 1983 die „Derailment Services“ (Hilfen bei Entgleisungen) sowie das „Storm Team“ (Hilfen bei Unwetterschäden). Daneben erweiterte das Unternehmen ständig seine Kapazitäten im Bereich Gleis- und Streckenbau.
1987 nutzte R. J. Corman die Chancen der Deregulierung im Schienenverkehr durch den Staggers Rail Act und erwarb mit der Bardstown Line und der Memphis Line zwei Bahnstrecken von der CSX Transportation. Damit sicherte er weiterhin den Güterverkehr für die anliegenden Industriebetriebe. Weiterhin bot R. J. Corman auf diesen Strecken mit dem „My Old Kentucky Dinner Train“ einen Erlebniszug an.
In den folgenden Jahren wurden weitere Bahnstrecken erworben sowie das Produktportfolio des Unternehmens erweitert. So werden im Bereich „Distribution Centers“ Lagerhallen bewirtschaftet.
1994 startet der Bereich „Material Sales“. Damit wird zuerst Conrail eine umfassende Dienstleistung in der Gleisunterhaltung (einschließlich der notwendigen Baumaschinen und Baumaterialien) angeboten.
Ab 2001 wurden Rangierdienstleistungen für Werks-/Anschlussbahnen und ab 2004 Unterstützungsleistungen durch Flugzeuge und Hubschrauber angeboten. Diese wurden über die unternehmenseigene Start- und Landebahn in Nicolasville angeboten.
2007 wurde das Unternehmen von der Eisenbahnzeitschrift Railway Age mit der Auszeichnung Short Line of the Year ausgezeichnet. 2009 wurde der in Konkurs befindliche Lokomotivhersteller Railpower gekauft.
Für den Betrieb des Touristenzuges wurde 2008 eine Lokomotive der chinesischen Baureihe QJ gekauft und bis 2013 eingesetzt.
Das Unternehmen hat rund 1.100 bis 1.500 Angestellte. Im Jahr 2010 wurden rund 300 Millionen Dollar Einnahmen erzielt, der Gewinn lag nach Steuern bei 50 Millionen Dollar.
Richard J. Corman erkrankte 2001 unheilbar an multiplem Myelom (Blutkrebs). Das Testament von R. J. Corman bestimmte, dass das Eigentum aller Unternehmen mit „R. J. Corman“ als Firmenbestandteil in die Familienstiftung „Richard J. Corman Living Trust“ überführt wird, um die Gesamtheit der Unternehmen zu erhalten.
Am 19. August 2020 gab die R. J. Corman Railroad Group bekannt, dass sie vorbehaltlich der Genehmigungen der Aufsichtsbehörden die im Norden der Bundesstaaten New York und Pennsylvania tätigen Class III-Bahngesellschaften Owego and Harford Railway, die Lehigh Railway und die Luzerne and Susquehanna Railway vom bisherigen Eigentümer Steve May übernehmen wird.  Der Betriebsübergang auf drei neue R. J. Corman-Tochterfirmen erfolgte im Oktober 2020.

## Unternehmenssitz
Ab 1986 wurde der südlich von Nicholasville errichtete, als Jay Station bezeichnete Unternehmenssitz genutzt. Seit 2004 ist der Sitz des Unternehmens in der Nähe des Flugfeldes.

## Tochterunternehmen und Arbeitsbereiche
- R. J. Corman Railroad Services Construction
- R. J. Corman Railroad Services Emergency
- R. J. Corman Signaling (seit 2013)
- Storm Team
- R. J. Corman Material Sales (seit 1994)
- R. J. Corman Railroad Company (seit 1987)
- R. J. Corman Railroad Switching
- R. J. Corman Distribution Centers (seit 2000)
- R. J. Corman Railpower Locomotives (2009–2020)
- My Old Kentucky Dinner Train (seit 1987)

- R. J. Corman Aircraft Maintenance (2004–2016); Management-buy-out, jetzt Thoroughbred Aviation Maintenance
- Roadway worker training (seit 2014)

## Bahngesellschaften
Folgende Bahngesellschaften bzw. Bahnstrecken werden von der Tochtergesellschaft Railroad Company betrieben:
| Bezeichnung                  | Abkürzung | Strecke                                                               | seit wann | Streckenlänge   | Bemerkungen |
| ---------------------------- | --------- | --------------------------------------------------------------------- | --------- | --------------- | --- |
| Allentown Lines              | RJCN      | Allentown, Pennsylvania                                               | Juli 1996 | 2,8 Kilometer   | von Conrail |
| Bardstown Line               | RJCR      | Bardstown (Kentucky)-Bardstown Junction                               | Jan. 1987 | 107,8 Kilometer | von Seaboard Coast Line Railroad; 2010/2011 Betrieb der Oneida Line (Oneida–Devonia; 67,6 km)                                         |
| Carolina Lines               | RJCS      | Mullins-Whiteville; Chadbourn–Myrtle Beach                            | Aug. 2015 | 166,2 Kilometer | Carolina Southern Railroad von der The Baltimore and Annapolis Railroad gekauft                                                       |
| Central KY Lines             | RJCC      | Louisville-Winchester                                                 | März 2003 | 238,0 Kilometer | von CSX Transportation und Gulf & Ohio Railways (Lexington & Ohio Railroad)                                                           |
| Childersburg Line            | RJAL      | Childersburg-Alpine                                                   | Sep. 2019 | 21,5 Kilometer  | gemietet von der CLRA Childersburg Local Redevelopment Authority (16,6 km), CSX Transportation (1,2 km) und Norfolk Southern (3,7 km) |
| Cleveland Line               | RJCL      | Warwick-Uhrichsville                                                  | Dez. 1988 | 110,5 Kilometer | von CSX Transportation |
| Lehigh Line                  | LRWY      | Sayre/Athens–Towanda–Mehoopany                                        | Okt. 2020 | 90,1 Kilometer  | von Lehigh Railway |
| Luzerne and Susquehanna Line | LS        | diverse Streckenabschnitte zwischen Scranton und Wilkes-Barre         | Okt. 2020 | 88,5 Kilometer  | von Luzerne and Susquehanna Railway                                                                                                   |
| Nashville & Eastern Line     | NERR      | Nashville–Monterey                                                    | Jan. 2019 | 233,3 Kilometer | Nashville and Eastern Railroad (einschließlich des Betreibers des Music City Star Transit Solutions Group) von William Drunsic        |
| Nashville & Western Line     | NWR       | Nashville–Ashland City                                                | Jan. 2019 | 32,2 Kilometer  | Nashville and Western Railroad von William Drunsic                                                                                    |
| Memphis Line                 | RJCM      | Bowling Green-Cumberland City                                         | Aug. 1987 | 181,9 Kilometer | von CSX Transportation und Seaboard Coast Line Railroad                                                                               |
| Owego and Harford Line       | OHRY      | Owego–Harford Mills                                                   | Okt. 2020 | 44 Kilometer    | von Owego & Harford Railway |
| Pennsylvania Lines           | RJCP      | Flinton-Creeson-Keating, Clymer-McGees Mill, Clearfield-Osecola Mills | Dez. 1995 | 391,7 Kilometer | Clearfield Cluster von Conrail |
| Raleigh and Fayetteville     | RFCC      | Raleigh–Fayetteville                                                  | Dez. 2022 | 101,1 Kilometer | Kauf (68 km) bzw. Miete von Norfolk Southern                                                                                          |
| Tennessee Terminal           | RJCK      | Memphis                                                               | März 2006 | 59,1 Kilometer  | von BNSF Railway |
| Texas Lines                  | RJCD      | Diboll-Granville                                                      | Sep. 2014 | 21,0 Kilometer  | Texas Southeastern Railroad von der Georgia-Pacific Corporation                                                                       |
| Western Ohio Line            | RJCW      | Lima–Celina–Fort Recovery; Lima–Elgin; Ansonia–Greenville             | Aug. 1993 | 150,0 Kilometer | von Norfolk Southern (Fort Recovery), Conrail (Greenville) und Spencerville and Elgin Railroad (Elgin)                                |
| West Virginia Line           | RJCV      | Pax–Thurmond                                                          | Juli 2005 | 25,7 Kilometer  | von CSX Transportation |

## Unternehmensleitung
- 1973–4. Februar 1999: Richard J. Corman
- 4. Februar 1999–23. Januar 2013: Tammie L. Taylor (Präsident, Chief Operating Officer)
- 21. Januar 2013–24. Juni 2016: Craig King (Präsident, Chief Executive Officer)[8][9]
- 25. Oktober 2016–4. Juni 2025: Edward Quinn III (Präsident, Chief Executive Officer)[10][11]
- ab 27. Juni 2025: Justin Broyles (Präsident, Chief Executive Officer)

- 4. Februar 1999–31. August 2018: Fred N. Mudge (Chairman of the Board)[12]